# Фудбалски савез Марока
Фудбалски савез Марока (Fédération royale marocaine de football ФРМФ) је највише фудбалско тело у Мароку које се стара о организовању и развоју фудбалског спорта на територији Марока. Руководи националмим првенством, купом и свим националним селекцијама Марока.
Савез је основан 1955. а примљен у Светску фудбалску федерацију ФИФА 1960, а у КАФ Афричку фудбалску конфедерацију 1966. године. 
Национална лига се игра од 1916. године и има најдужу традицију на афричком континенту. По традицији најуспешнији клубови су из Казабланке: Марокен (16 титула), Казабланка (16), Раја Казабланка (8). Национални куп се игра од 1957, а највише трофеја има Казабланка (9)
Прва међународна утакмица одиграна је 19. октобра 1957. на Панарабијским играма у Либану против репрезентације Ирака која је завршила нерешено 3:3.
Боје националне селекције су црвена и зелена. Своје утакмице репрезентација игра на националном стадиону „Мухамед V“ капацитета 80.000 гледалаца.